# Wieseth

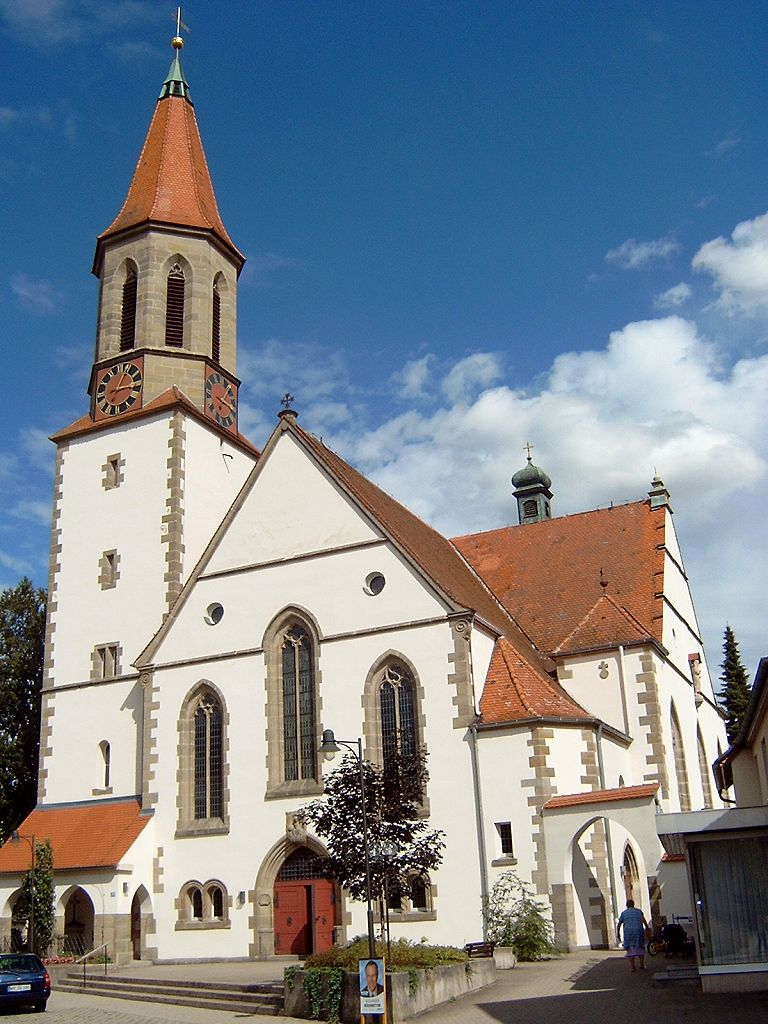
Die evangelisch-lutherische Kirche

Wieseth (/vizɛt/) ist eine Gemeinde im mittelfränkischen Landkreis Ansbach und zählt zur Metropolregion Nürnberg.

## Geografie

### Lage
Durch das Gemeindegebiet fließt die Wieseth.

### Nachbargemeinden
Nachbargemeinden sind (von Norden beginnend im Uhrzeigersinn): Herrieden, Bechhofen, Burk, Dentlein am Forst, Feuchtwangen

### Gemeindegliederung
Es gibt 13 Gemeindeteile (in Klammern ist der Siedlungstyp angegeben):
- Ammonschönbronn (Dorf)
- Beckenmühle (Einöde)
- Deffersdorf (Dorf)
- Forndorf (Dorf)
- Häuslingen (Dorf)
- Höfstetten (Weiler)
- Lölldorf (Dorf)
- Mittelschönbronn (Dorf)
- Schlötzenmühle (Einöde)
- Untermosbach (Dorf)
- Wieseth (Pfarrdorf)
- Zimmersdorf (Weiler)
- Zirndorf (Dorf)

Außerdem gibt es noch fünf Einöden, die allesamt keine amtlich benannten Gemeindeteile sind:
- Pfeifhaus
- Pflattermühle
- Schnepfenmühle
- Steigmühle
- Urbansmühle

Es gibt auf dem Gemeindegebiet die Gemarkungen Aichau (Gemarkungsteil 2), Deffersdorf und Wieseth. Die Gemarkung Wieseth hat eine Fläche von 10,556 km². Sie ist in 2057 Flurstücke aufgeteilt, die eine durchschnittliche Fläche von 5131,52 m² haben. In ihr liegen neben dem namensgebenden Ort die Gemeindeteile Forndorf, Höfstetten, Untermosbach und Zimmersdorf und die Orte Pflattermühle, Schnepfenmühle und Steigmühle.

## Geschichte

### Bis zur Gemeindegründung
Der Ort wurde in einer Urkunde, die zwischen 1183 und 1195 zu datieren ist, als „Wisente“ erstmals erwähnt. Der Ortsname leitet sich von einem gleichlautenden Gewässernamen ab, das seinem Namen dem Wisent verdankt, die wohl den Fluss als Tränke benutzt haben.
Der Ort ist entstanden an der Furt über den Fluss Wieseth, dort stand eine Wallfahrtskapelle (Veitskapelle). Es ist eine Gründungslegende überliefert: Ein Priester verliert beim Übergang über den Fluss eine geweihte Hostie. Diese wird von einem Fisch verschluckt. Als dieser gefangen wird, findet man die unversehrte Hostie im Fisch.
In Wieseth gab es ursprünglich sechs Grundherren: Das Kloster Heilsbronn, Bürger der Reichsstadt Dinkelsbühl, die Herren von Thann, die Herren von Künsberg, die Herren von Seckendorff und das Kollegiatstift Herrieden. Diese befanden sich wegen verschiedener Ansprüche in einem fortwährenden Streit. Die Fraisch übte das brandenburg-ansbachische Oberamt Feuchtwangen aus.
Im Jahre 1732 gab es in Wieseth 59 Anwesen mit 60 Mannschaften. Die Dorf- und Gemeindeherrschaft hatte das Verwalteramt Forndorf inne. Grundherren waren
- das Oberamt Feuchtwangen: Verwalteramt Forndorf (2 Anwesen mit Wirtschaft, 2 Anwesen mit Schmiede, 3 Anwesen mit Backrecht, 1 Anwesen mit Hafnerei, 1 Anwesen mit Badstube, 32 Anwesen), das Verwalteramt Waizendorf (1 Anwesen mit Wirtschaft, 1 Hof mit doppelter Mannschaft, 1 Hof, 1 Gut mit Hafnerei, 4 Güter);
- das Hochstift Eichstätt (1 Anwesen mit Wirtshaus, 1 Anwesen mit Backrecht und Schmiede, 4 Gütlein); 5 Anwesen unterstanden dem Stiftskapitel Herrieden, 1 Anwesen dem Kastenamt Arberg-Ornbau;
- das Rittergut Thann (1 Anwesen mit Wirtschaft);
- Freieigen waren 1 Schlösslein und 1 Anwesen mit Schmiede.

Außerdem gab es noch 1 Kirche, 1 Kapelle, 1 Pfarrhaus, 1 Schulhaus und 1 Hirtenhaus. Gegen Ende des Alten Reiches gab 54 Anwesen, von denen 47 dem Oberamt Feuchtwangen, 6 dem Hochstift Eichstätt und 1 dem Rittergut Thann unterstand. Von 1797 bis 1808 unterstand der Ort dem Justiz- und Kammeramt Feuchtwangen.
1806 kam Wieseth an das Königreich Bayern. Mit dem Gemeindeedikt (frühes 19. Jahrhundert) wurde der Steuerdistrikt Wieseth gebildet. Zu diesem gehörtem Fetschendorf, Forndorf, Höfstetten, Obermosbach, Pflattermühle, Schnepfenmühle, Steigmühle, Untermosbach und Zimmersdorf. Wenig später entstand die Ruralgemeinde Wieseth, die mit Ausnahme von Fetschendorf und Obermosbach deckungsgleich mit dem Steuerdistrikt war. Sie war in Verwaltung und Gerichtsbarkeit dem Landgericht Feuchtwangen und in der Finanzverwaltung dem Rentamt Feuchtwangen zugeordnet (1919 in Finanzamt Feuchtwangen umbenannt). Ab 1862 gehörte Wieseth zum Bezirksamt Feuchtwangen (1939 in Landkreis Feuchtwangen umbenannt) und von 1943 bis 1973 zum Finanzamt Dinkelsbühl, seit 1973 zum Finanzamt Ansbach. Die Gemeinde hatte 1964 eine Gebietsfläche von 10,574 km².

### Religion
Die Gemeinde ist seit 1559 überwiegend evangelisch-lutherisch.

### Eingemeindungen
Im Zuge der Gebietsreform in Bayern wurden am 1. Januar 1972 Gebietsteile der Gemeinden Aichau und Oberschönbronn nach Wieseth eingegliedert.

### Einwohnerentwicklung
Im Zeitraum 1988 bis 2018 stieg die Einwohnerzahl von 1294 auf 1332 um 38 Einwohner bzw. um 2,9 %.
Gemeinde Wieseth
| Jahr      | 1818   | 1840   | 1852   | 1861   | 1867   | 1871   | 1875   | 1880   | 1885   | 1890   | 1895   | 1900   | 1905   | 1910   | 1919   | 1925   | 1933   | 1939   | 1946   | 1950   | 1961   | 1970   | 1987   | 2005   | 2011   | 2015   |
| Einwohner | 762    | 800    | 746    | 838    | 836    | 831    | 789    | 788    | 801    | 794    | 761    | 764    | 759    | 778    | 765    | 804    | 824    | 824    | 1195   | 1066   | 891    | 931    | 1285   | 1442   | 1377   | 1347   |
| Häuser    | 124    | 136    |        |        |        | 163    |        |        | 166    | 167    |        | 167    |        |        |        | 174    |        |        |        | 176    | 199    |        | 357    |        | 413    | 421    |
| Quelle    | [ 14 ] | [ 16 ] | [ 20 ] | [ 21 ] | [ 22 ] | [ 23 ] | [ 24 ] | [ 25 ] | [ 26 ] | [ 27 ] | [ 20 ] | [ 28 ] | [ 20 ] | [ 29 ] | [ 20 ] | [ 30 ] | [ 20 ] | [ 20 ] | [ 20 ] | [ 31 ] | [ 17 ] | [ 32 ] | [ 33 ] | [ 34 ] | [ 34 ] | [ 34 ] |

Ort Wieseth
| Jahr      | 001818 | 001840 | 001861 | 001871 | 001885 | 001900 | 001925 | 001950 | 001961 | 001970 | 001987 |
| Einwohner | 411    | 439    | 490    | 465    | 458    | 451    | 452    | 661    | 570    | 606    | 625    |
| Häuser    | 72     | 76     |        |        | 94     | 96     | 101    | 104    | 123    |        | 183    |
| Quelle    | [ 14 ] | [ 16 ] | [ 21 ] | [ 23 ] | [ 26 ] | [ 28 ] | [ 30 ] | [ 31 ] | [ 17 ] | [ 32 ] | [ 33 ] |

## Politik
Wieseth ist Mitglied der Verwaltungsgemeinschaft Dentlein am Forst zusammen mit der Gemeinde Burk und dem Markt Dentlein am Forst.

### Gemeinderat
Der Gemeinderat hat zwölf Mitglieder und als Vorsitzenden den Bürgermeister. Die Gemeinderatswahlen seit 2014 ergaben folgende Sitzverteilungen:
| Partei/Liste                                   | 2020  | 2020  | 2014  |
| Partei/Liste                                   | %     | Sitze | Sitze |
| ---------------------------------------------- | ----- | ----- | ----- |
| Bürgerliste                                    | 51,83 | 6     | 5     |
| Fortschrittlich Unabhängige Wählergemeinschaft | 34,81 | 4     | 4     |
| CSU                                            | 13,36 | 2     | 3     |

### Bürgermeister
Bürgermeister ist Walter Kollmar (Bürgerliste), der 2014 mit 55 % der Stimmen gewählt und 2020 mit 91,15 % der Stimmen im Amt bestätigt wurde.

### Wappen und Flagge
Wappen
| Wappen der Gemeinde Wieseth | Blasonierung: „Unter dreimal von Silber und Blau geteiltem Schildhaupt in Gold eine schwarze Bogenbrücke, darunter ein roter Wisentkopf.“ |
| Wappen der Gemeinde Wieseth | Wappenbegründung: Die schwarze Bogenbrücke erinnert an ein besonderes Baudenkmal in der Gemeinde. Auf der über die Wieseth führenden Brücke stand eine Wallfahrtskapelle, die dem heiligen Vitus geweiht war und 1807 zum Abbruch verkauft wurde. Der Wisentkopf steht redend für den Ortsnamen, der sich von dem Flussnamen ableitet. Der von Silber und Blau geteilte Schildhaupt erinnert an die Küchenmeister von Nordenberg, welche die bei Wieseth gelegene Burg Fronhof besaßen. Die Gemeinde Wieseth führt seit 1974 das Wappen. |

Flagge
Die Gemeindeflagge ist rot-weiß-blau.

## Baudenkmäler
- Die evangelische Kirche ist im Baustil des Wilhelminischen Historismus gestaltet. Ihre Fertigstellung erfolgte 1914. Die Ursprünge der Kirche gehen bis in das 12. Jahrhundert zurück. Im Kirchenraum ist die Glaubensgeschichte der christlichen Gemeinde wahrzunehmen. Bauteile und Einrichtungsgegenstände von Vorgängerkirchen wurden bewusst in das Bauwerk eingearbeitet.
- Im Gemeindeteil Untermosbach steht die Wallfahrtskirche St. Bernhardskapelle aus dem 14. Jahrhundert.

## Bildungseinrichtungen
In Wieseth gibt es einen Kindergarten und eine kleine Grundschule.

## Verkehr
Die Staatsstraße 2222 verläuft über Thürnhofen nach Feuchtwangen zur Bundesstraße 25 (11,3 km westlich) bzw. über Forndorf nach Bechhofen (4,8 km östlich). Die Staatsstraße 2248 führt nach Herrieden (8 km nördlich) bzw. nach Burk (3,3 km südlich). Gemeindeverbindungsstraßen führen nach Mittelschönbronn (1,7 km nordwestlich), nach Untermosbach (1,3 km südwestlich) und nach Zimmersdorf (0,7 km südöstlich).

## Persönlichkeiten
- Adeline Elisabeth Rohn (1868–1945), Schriftstellerin, Rohn floh in den letzten Kriegstagen nach Wieseth und starb im Ort